# Eingeimpft
Eingeimpft ist ein deutscher Dokumentarfilm von David Sieveking aus dem Jahr 2017, in dem der Filmemacher die langwierige Entscheidungsfindung über die Impfung seiner neugeborenen Tochter aufzeigt. Seine Weltpremiere hatte der Film am 1. November 2017 beim 60. Internationalen Leipziger Festival für Dokumentar- und Animationsfilm. Deutscher Kinostart war am 13. September 2018.
Der Film wurde von Flare Film GmbH (ehemals Lichtblick Media) und Lichtblick Film in Koproduktion mit dem Bayerischen Rundfunk und dem Rundfunk Berlin-Brandenburg in Kooperation mit Arte produziert. Gefördert wurde er vom Medienboard Berlin-Brandenburg, der Film- und Medienstiftung NRW, der Hessischen Filmförderung und dem Deutschen Filmförderfonds/FFA.
Der Film fiel ganz überwiegend bei Kritikern durch und wurde dabei für den Umgang mit wissenschaftlichen Fakten kritisiert.

## Inhalt
Nach der Geburt ihrer Tochter Zaria werden David und Jessica mit dem von der Ständigen Impfkommission am Robert Koch-Institut (STIKO) empfohlenen umfangreichen Impfkalender für Neugeborene konfrontiert. Nach diesem soll Zaria schon im Alter von zwei Monaten gegen sechs Krankheiten geimpft werden.
Die Eltern sind sich in der Impffrage nicht einig. Für David gehört das Impfen einfach dazu, Jessica lehnt Impfungen aus einem Bauchgefühl ab. Auch einzelne Ärzte raten von zu frühen Impfungen ab. Die Entscheidung fällt beiden schwer.
David beschließt, zu dem Thema zu recherchieren und die Pro- und Kontra-Argumente zu untersuchen, seine Kinder schon in einem frühen Alter gegen viele Krankheiten impfen zu lassen. Er spricht mit Ärzten, Wissenschaftlern, anderen Eltern. Jessica wird erneut schwanger. Als in der Nachbarschaft die Masern ausbrechen, muss das Paar sich endgültig entscheiden.
David lernt auf einem Kongress den dänischen Anthropologen Peter Aaby kennen, der ihn nach Westafrika einlädt. Aaby gründete 1978 in Guinea-Bissau das Bandim Health Project, ein Gesundheits- und demografisches Überwachungssystem, das schwerpunktmäßig Informationen über Impfungen und Krankheiten von Kindern sammelt. In Auswertung dieser Daten stellte Aaby unspezifische Wirkungen von Impfstoffen (heterologe Effekte) fest, d. h. über die spezifischen Schutzwirkungen gegen die Zielerkrankungen der Impfstoffe hinausgehende Wirkungen, die bei Lebend- und Totimpfstoffen auftreten. Diese heterologe Effekte können positiv ausfallen, wie z. B. die reduzierte Gesamtsterblichkeit bei Bacillus Calmette-Guérin (BCG)-Impfungen gegen Tuberkulose oder bei Masernimpfungen. Auf der anderen Seite wird behauptet, dass durch den Totimpfstoff gegen Diphtherie, Tetanus und Keuchhusten eine Schwächung des Immunsystems auftreten soll, obwohl hierfür immunologisch plausible Erklärungen weitgehend fehlen. Dies wird von der WHO und Impfexperten aufgrund methodischer Schwächen (zu wenige randomisierte, kontrollierte Studien; Datenlage auf Basis regionaler Studien nur in Subsahara-Afrika) angezweifelt.
Nach den Eindrücken aus Westafrika gelingt es David und Jessica, ihre ganz eigene, private Entscheidung zu fällen: Sie lassen ihre Kinder impfen.

## Auszeichnungen
Beim Internationalen Leipziger Festival für Dokumentar- und Animationsfilm 2017 war der Film für folgende Preise nominiert: ver.di-Preis für Solidarität, Menschlichkeit und Fairness; Dokumentarfilmpreis des Goethe-Instituts; Gedanken-Aufschluss; DEFA-Förderpreis.
Eingeimpft wurde in die Vorauswahl zum Deutschen Filmpreis in der Kategorie „Dokumentarfilm“ gewählt.
Zudem wurde der Film von der Deutschen Film- und Medienbewertung (FBW) mit dem Prädikat besonders wertvoll ausgezeichnet.

## Rezeption

### Kritik mit positivem Tenor
Die Zeitschrift Filmdienst ist der Meinung, der Film liefere „wissenschaftlich-unterhaltsame Aufklärung in einer komplizierten Streitfrage“ und sei eine „humoristische Radiografie von Sievekings Beziehung“:

„Sieverking ist ein höchst unterhaltsamer und bestechender Chronist eigener wie gesellschaftlicher Befindlichkeiten. Er steckt mittendrin in seinen Filmen, leidet, lacht und ist hundertprozentig präsent. Seine größten Stärken sind Wortwitz und Situationskomik, aber auch eine Kamera, die immer nahe an den Protagonisten ist. […] „Eingeimpft“ ist damit auch eine sehr humorvolle soziologische wie psychologische Bestandsaufnahme junger akademischer Mittelschichtsfamilien in der deutschen Hauptstadt.“

epd Film schreibt, der Film „[kämpfe] sich angenehm unvoreingenommen und eng am eigenen Beispiel bleibend durch die Pro-und-Kontra-Debatte rund um den Impfschutz“:

„Als gestandener Dokumentarfilmer weiß Sieveking, was er zu tun hat: recherchieren. Das tut er auch. Und so zieht er los zu eingefleischten Impfgegnern und Impffreunden und Ärzten beider Seiten, spricht mit Vertretern der offiziellen Impfkommissionen und deren Abtrünnigen. […] Oder sind [deren] Behauptungen nur eine weitere Verschwörungstheorie? Die Frage ist so spannend, dass zumindest die Autorin sich in diesem Film weitere Nachforschungen gewünscht hätte. Stattdessen gibt es aber nur den nächsten dicken Batzen der auf die Dauer zunehmend nervigen und mit Vergrößerung der Familie ausufernden Home Story aus dem Sievekingschen Familienleben.“

Zum Schweizer Kinostart am 20. September schreibt die Neue Zürcher Zeitung:
„Auch wenn der Film kein flammendes Plädoyer für das Impfen ist, so lässt die elterliche Tat doch nur eine Interpretation zu: Der Nutzen von zugelassenen Impfungen überwiegt klar deren Risiken. Weil zudem der Einzelne nicht wissen kann, ob er oder sein Kind Opfer einer seltenen Nebenwirkung wird, ist Impfen die vernünftigere Option als Nichtimpfen. Ist das zu impfkritisch? Nein, so sieht moderne Aufklärung für ein mündiges Publikum aus.“

### Kritik mit negativem Tenor
Natalie Grams veröffentlichte in der Zeitschrift Spektrum der Wissenschaft eine Kritik des Films, in der sie befürchtet, der Film könne „eine neue Welle der Impfverweigerung auslösen“.

„Der Film wirkt ernsthaft suchend, nach Ausgleich ringend und durchaus bemüht, die richtigen Antworten zu finden. Doch genau das tut er nicht. Er bleibt an den wichtigsten Stellen vage, sät bewusst oder unbewusst Zweifel und hinterlässt ein starkes Gefühl von »Man weiß es nicht, und es ist alles irgendwie unnatürlich und riskant«.“

Für die Zeitschrift „Skeptiker“ schrieb sie eine Kritik des zum Film erschienenen Buchs, in der sie das Fazit zog:

„Letztlich bleibt das Buch ein Zeugnis westlichen Überlegenheitsgefühls, eines „Uns-geht’s-zu-gut“-Wohlstandsmaden-Gehabes, das angesichts des Blicks in weniger glückliche Weltgegenden wie Afrika oder Indien beschämen muss.“

In einem Gespräch mit Deutschlandfunk Kultur kritisierte Grams, Sieveking stelle sich gegen das beste über das Impfen verfügbare Wissen, wie es von der STIKO erarbeitet wird, „und die Begründung, mit der er das tut, ist nicht ausreichend gut.“
Bei Zeit Online wurde kritisiert, der Film würde, anstatt zu helfen, „unnötige Zweifel“ säen. In einer Rezension des zum Film erscheinenden Buchs kritisierte Zeit Online den Autor David Sieveking:

„Er findet Studien, die interessant sein mögen. Aber er ordnet sie falsch ein, weil ihm der Überblick fehlt. Er sucht Experten, die keine wirklichen Experten sind. Er überschätzt die Effekte einzelner Studien und zieht deshalb falsche Schlüsse. Seine Erkenntnisse verhalten sich zu denen der Stiko deshalb in etwa so, wie ein Groschenroman zur Schiller-Gesamtausgabe.“

Der Tagesspiegel kritisierte, der Film würde sich an einem „vermeintlich ‚ausgewogenen‘ Pro-und-Contra-Schema“ versuchen:

„das die Realität aber in etwa so unausgewogen darstellt wie ein Artikel über den Klimawandel, in dem jene, die meinen, es gebe ihn gar nicht, ebenso viel Platz bekommen wie Forscher, die ihn anhand von Daten klar nachweisen können.“

Die Süddeutsche Zeitung konstatiert, der Film liefere „keine Aufklärung“ sondern „schlecht verpackte Nahrung für Impfgegner“:

„Sieveking verpasst die Chance, mit seinen Recherchen nach dem Sinn von Impfungen zu fragen und Eltern echte Einblicke zu gewähren. Er fragt stattdessen nur nach Risiken. Für seine „kritische“ Betrachtung wählt er Beispiele, die wissenschaftlich längst eingehend untersucht und kommentiert worden sind. In seinem Film erscheinen sie allerdings neu und, was schlimmer ist, als erhellende Einblicke in eine fremde, von Geldgier und Geheimnissen geprägte Welt. [Der Film] sät auch Zweifel am Fundament aufgeklärter Gesellschaften: an den Fakten nämlich.“

Nach dem Start des Films kritisiert die Süddeutsche Zeitung den Umgang des Filmemachers mit der geäußerten Kritik:

„Doch so sehr sich viele auch bemüht haben, die Faktenfehler Sievekings noch vor dem Filmstart auszuleuchten - der Schaden ist angerichtet und sehr wahrscheinlich irreparabel. Sieveking zeigt sich zudem vollständig uneinsichtig, was die Kritik betrifft. Für jedes Kind, das wegen dieses Films ungeimpft bleibt und geschädigt wird, muss man den Filmemacher und seine Unterstützer verantwortlich machen. Dazu gehören auch zwei öffentlich-rechtliche Sender. Bayerischer Rundfunk und Rundfunk Berlin-Brandenburg haben "Eingeimpft" koproduziert.“

Der Spiegel kritisiert, der Film schüre „irrationale Ängste vor dem Impfen“:

„Er könnte durchaus lustig sein, wenn er nicht so gefährlich wäre. Der Film „Eingeimpft“ erzählt eine absurd-komische Geschichte darüber, wie seltsam sich geschlechtsreife Großstädter verhalten, wenn sie Kinder kriegen. Ärgerlich nur, dass der Berliner Regisseur David Sieveking, der darin seine eigenen Familienkonflikte rund ums Impfen ausschlachtet, unter der komödienhaften Oberfläche Halbwahrheiten verbreitet und Ängste schürt.“

Die Frankfurter Allgemeine Sonntagszeitung ist der Meinung, „Eingeimpft“ sei ein „Film mit Nebenwirkungen“:

„Das [Publikum] lernt nun dank öffentlicher Gelder allerhand Verschwörungstheorien und Argumente kennen, die immer wieder gegen offiziell empfohlene Impfungen ins Feld geführt werden, ohne dass der Film Falschaussagen und Klischees zurechtrückt oder sich auf berechtigte Einwände konzentriert. […] Vor diesem Hintergrund macht es sich der Autor zu leicht, wenn er sich auf Ausgewogenheit beruft und behauptet, „ich lasse die Leute sprechen“. Von dieser Herangehensweise mögen Sievekings bisherige Projekte profitiert haben. Da es nun aber um Impfungen geht, könnte diese Scheinobjektivität fatale Folgen haben. Insbesondere dann, wenn Meinungen über Fakten triumphieren.“

SWR2 urteilt, „der Film nährt Verschwörungstheorien“:

„Meine Empfehlung: Sparen Sie sich Zeit und Geld und schauen Sie sich lieber eine gute Komödie an. Wenn Sie seriöse Informationen zum Thema impfen suchen, erkundigen Sie sich bei Ihrem Arzt oder der Bundeszentrale für gesundheitliche Aufklärung. Vertrauen Sie auf Behörden und deren Experten, die nach sorgfältiger Abwägung von Risiken und Nutzen nur dann eine Impfempfehlung abgeben, wenn sie das Beste für Sie, Ihre Kinder und die Gesellschaft ist.“

Das Deutsche Ärzteblatt kritisiert eine „fehlende Einordnung von Fakten“:

„Aus Sicht der Kinder- und Jugendärzte verpasst die Dokumentation „die große Chance, dem Publikum durch ausgewogene, wissenschaftlich gesicherte Informationen die Bedeutung des Impfens zu erklären“, wie der Präsident des Berufsverbandes der Kinder- und Jugendärzte, Thomas Fischbach, betonte. Er bemängelte vor allem, dass sich der Film der wissenschaftlichen Erkenntnisse nur anekdotisch bedient. „Er stellt widersprüchliche Szenen und Meinungen – teilweise auch Fehlinformationen und wissenschaftlich widerlegte Hypothesen – nebeneinander, ohne diese einzuordnen“, so Fischbach. Die Zuschauer blieben am Ende eher ratlos zurück.“

Im Magazin Zapp des NDR Fernsehen wird geurteilt, der Film verunsichere mit Halbwahrheiten:

„Die Botschaft lautet so am Ende: Impfen ist eine persönliche Entscheidung eines jeden Elternpaares. Die Wissenschaft ist da (eigentlich) schon viel weiter.“

Die Wissenschaftssendung Nano des Fernsehsenders 3sat meint, der Film „versucht anderen Eltern eine Entscheidungshilfe zu sein und birgt dabei eine große Gefahr“:

„Der Film suggeriert, er hilft da. Das wird er aber nicht tun. Denn was er tut, ist: er schürt Zweifel und Ängste, weil er ganz systematisch das Vertrauen in die Wissenschaft und das Vertrauen in die Gesundheitsorganisationen unterminiert. Und zwar auch mit Verschwörungstheorien.“

Die Badische Zeitung hält „Eingeimpft“ für den „falsche[n] Film zur falschen Zeit“:

„Sieveking versucht, ausgeglichen zu sein, was zur Folge hat, dass er Leuten mit Gefühl genauso viel Platz einräumt wie Leuten mit Fakten. In Zeiten von Fake News und dem generellen Vertrauensverlust in Institutionen sät "Eingeimpft" somit Zweifel an den Grundfesten einer aufgeklärten Gesellschaft. [...] Sieveking selbst schreibt als Replik auf die Kritik, der Film "soll kein Regelwerk sein, das ein jeder befolgen soll, sondern möchte ausschließlich darauf aufmerksam machen, wie wichtig es ist, sich mit dem Thema zu beschäftigen." Den Film nun derart kleinzureden, kommt einem Eingeständnis gleich, dass die Einordnung der Recherchen sehr wohl ihre Schwächen hat.“

Die Stuttgarter Zeitung unterzog sechs strittige Thesen des Films einem Faktencheck und diskutierte dies mit dem Kinderarzt und Infektiologen Markus Rose (Klinikum Stuttgart). Hierbei wurden verschiedene Schlüsselszenen untersucht, beispielsweise ob ein Kind nicht von allein, auf natürliche Art und Weise ein gesundes Immunsystem entwickeln könne oder ob Aluminiumsalze dem menschlichen Nervensystem schaden können. Der Impfexperte widerlegte diesen Behauptungen und führte an, dass Eltern den sogenannte Nestschutz der Kinder überschätzen oder es für die schädlichen Wirkungen der Aluminiumsalze keine Anhaltspunkt gäbe.
Der Film wurde durch die Gesellschaft zur wissenschaftlichen Untersuchung von Parawissenschaften und den Deutschen Konsumentenbund als „eine verpasste Chance zur fairen Impfaufklärung“ kritisiert. Die beiden Organisationen veröffentlichten am 20. August 2018 vor dem Start des Films eine Website, auf der sie ihre Kritik darstellten.